# Пор-Сен-Луи-дю-Рон (кантон)
Пор-Сен-Луи-дю-Рон (фр. Port-Saint-Louis-du-Rhône) — кантон во Франции, находится в регионе Прованс — Альпы — Лазурный Берег, департамент Буш-дю-Рон. Входит в состав округа Арль.
Код INSEE кантона — 1328. Всего в кантон Пор-Сен-Луи-дю-Рон входит одна коммуна — Пор-Сен-Луи-дю-Рон.
Население кантона на 2008 год составляло 8535 человек.